# Polizia di Stato
Polizia di Stato (poliția de stat sau P.S.) este una dintre forțele naționale de poliție din Italia.
Alături de Carabinieri, este principala forță de poliție pentru asigurarea sarcinilor de poliție, în primul rând orașelor și orașelor mari, iar cu agențiile sale pentru copii este responsabilă și de patrula pe autostradă (autostrade), căi ferate (ferrovie), aeroporturi (aeroporti), vamă ( împreună cu Guardia di Finanza), precum și anumite căi navigabile și asistarea forțelor de poliție locale.
A fost o forță militară până în 1981, când a fost adoptată Legea 121 a statului italian. Acest lucru a transformat Poliția de Stat într-o forță civilă,care este în contrast cu celelalte forțe de poliție principale ale Italiei: Arma dei Carabinieri, care este o forță de poliție (jandarmerie) militară și Guardia di Finanza, poliția italiană vamală și de protecție a frontierei care se încadrează și în categoria corpurilor militare.
Polizia di Stato este principala forță de poliție italiană pentru menținerea securității publice și, ca atare, este condusă direct de Dipartimento della Pubblica Sicurezza (Departamentul de Securitate Publică) și de menținerea ordinii publice (ordine pubblico). Interpol sintetizează obiectivul principal al acestei forțe: „responsabilitățile sale includ sarcini de investigare și de aplicare a legii și securitatea rețelelor de autostrăzi, căi ferate și căi navigabile”.

## Legături
- Enzo Felsani